# Flüelapass
Przełęcz Flüela (niem. Flüelapass, romansz Pass dal Flüela) – zlokalizowana na wysokości 2383 m n.p.m. szwajcarska przełęcz w Alpach Retyckich. Przez przełęcz biegnie droga nr 28 łącząca Davos z Susch. Oddziela szczyt Flüela Schwarzhorn (3147 m) od Flüela Weisshorn (3085 m). 
Od czasu otwarcia kolejowego tunelu Vereina w 1999 roku droga jest niedostępna przez część roku.

## Galeria

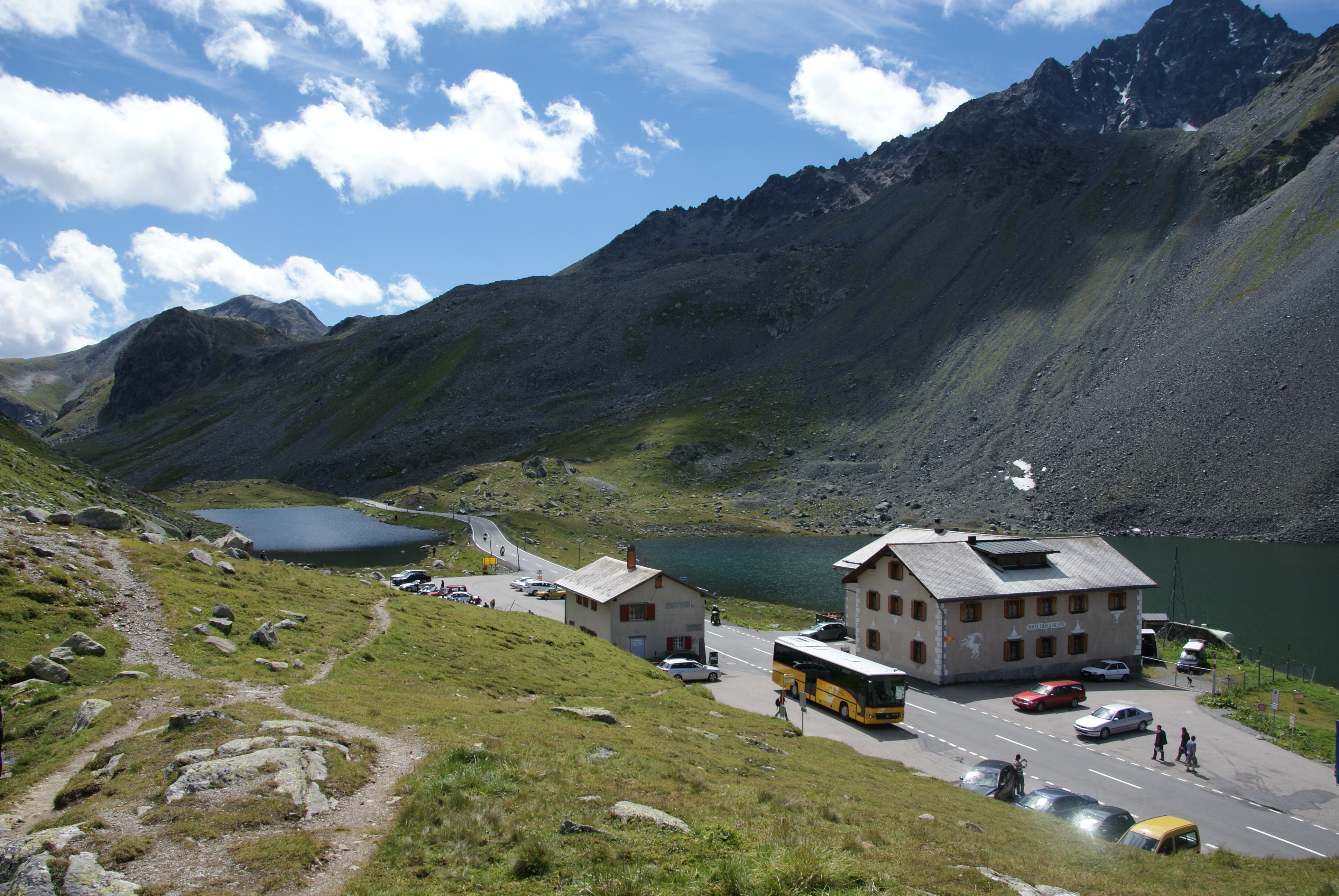
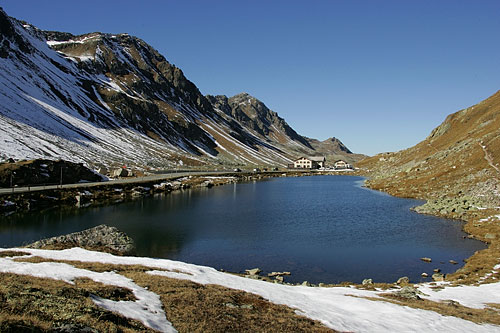
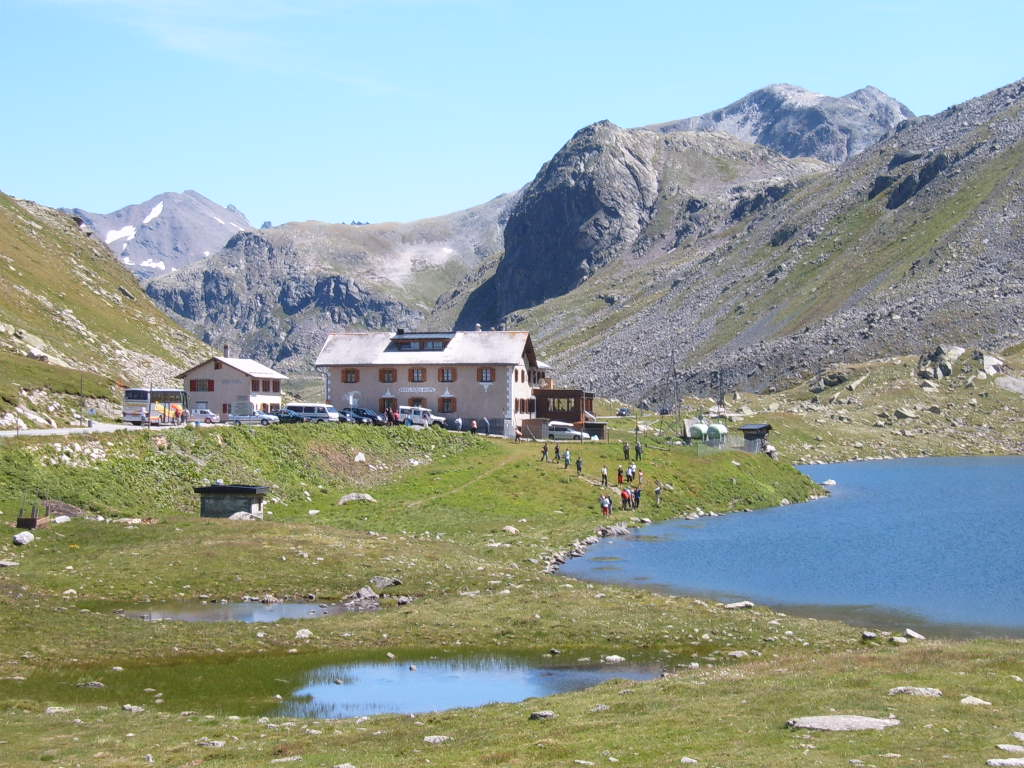
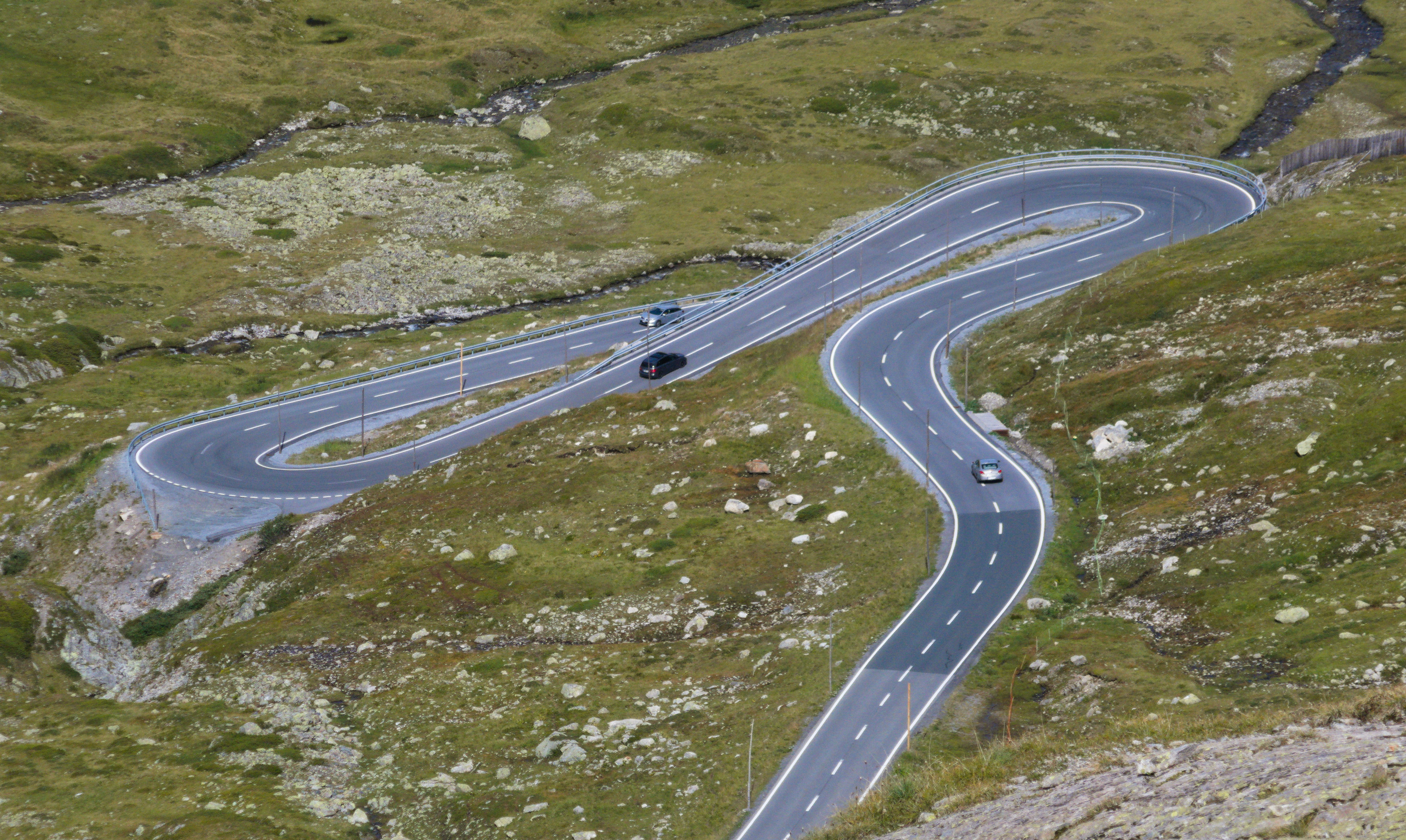